# سیمران
سیمران (گورموکی: ਸਿਮਰਨ؛ هندی: सिमरण, सिमरन ; از سانسکریت: स्मरण smaraṇa، یاد آوردن)، در معنویت، به یادآوری مداوم تجربیات زیسته گذشته انسان بهترین جنبه خود آگاهی و طریق و حرکت وصول به سرچشمه آگاهی است.

## آیین سیک
سیمران (Simran) که معمولاً به عنوان فعل در گورموکی استفاده می‌شود - به «تعمق» در به یادآوری خود در مسیر حق اشاره دارد. در آیین سیک راه خدا را پیمودن می‌تواند صرفاً از طریق عبادت فردی و بدون تبعیت از مناسک تحقق یابد.
به گفته گورو گرانت صاحب، از طریق سیمران، شخص پاک می‌شود و به رستگاری (موکتی) می‌رسد. این به این دلیل است که si-mar به معنای «مردن» پیش از مردن است، بنابراین نشان دهنده مرگ نفس است، و اجازه می‌دهد حقیقت ظاهر و تحقق یابد.
شخصی که می‌خواهد از این زندگی انسانی سود ببرد، باید با خود آگاهی به سطوح معنوی بالاتری دست یابد. بدین ترتیب، با مرور دوباره زندگی خود به درک والاتر حقیقت الهی دست می‌یازد.

## مانترا
مانترا نیز خود سیمران نامیده می‌شود. تکرار سیمران در حین مدیتیشن و در هر حال انجام می‌شود، سیمران در زندگی فردی تا حقیقت واقعه راهگشای خود آگاهی ادامه می‌یابد.